# دهستان تنب
دهستان تنب، یکی از دهستان‌های بخش تنب شهرستان ابوموسی در استان هرمزگان ایران است. مرکز این دهستان، شهر تنب بزرگ است.

## جمعیت
بر پایه سرشماری عمومی نفوس و مسکن در سال ۱۳۹۵، جمعیت دهستان تنب برابر با ۴۵۸ نفر بوده‌است.